# Anta do Alcogulo III
Die Anta do Alcogulo III, auch Anta 3 do Alcogulo genannt, ist eine Megalithanlage etwa 3,5 km westlich Castelo de Vide, in der Gemeinde (portugiesisch Freguesia) São João Baptista im Kreis (portugiesisch Concelho) Castelo de Vide, Distrikt Portalegre im nordöstlichen Alentejo.
Anta, Mámoa, Dolmen, Orca und Lapa sind die in Portugal geläufigen Bezeichnungen für die ungefähr 5000 Megalithanlagen, die während des Neolithikums im Westen der Iberischen Halbinsel von den Nachfolgern der Cardial- oder Impressokultur errichtet wurden.

## Denkmalpflege
1867–1868 wurde die Anlage durch Pereira da Costa untersucht und publiziert und 1997 als  Imóvel de Interesse Público eingetragen und geschützt. Eine moderne archäologische Nachuntersuchung der Fundstelle steht bisher aus.
Die Fundstelle, die auf Privatbesitz liegt, ist heute weitgehend zerstört und auch die dringend notwendigen Konservierungsarbeiten konnten aufgrund von Schwierigkeiten mit dem Eigentümer nur eingeschränkt durchgeführt werden.

## Befund
Die polygonale Grabkammer wurde durch sieben bis zu 3,4 Meter hohe Tragsteine (Orthostaten) aus Granit gebildet. Alle unregelmäßig viereckigen Tragsteine sind heute verstürzt, ein Deckstein der Grabkammer wurde nicht beobachtet. Da die Grabkammer bei ihrer Untersuchung in der zweiten Hälfte des 19. Jahrhunderts noch erhalten war, wird vermutet, dass die damaligen Ausgrabungen zur Destabilisierung der Fundstelle nicht unerheblich beitrugen.
Anders als bei den benachbarten Antas Antas da Coutada de Alcogulo und Anta do Alcogulo II konnte kein Korridor beobachtet werden, doch lässt sich anhand der Befunde eine ehemalige Überhügelung (Mámoa) des Grabes wahrscheinlich machen.
Die Anta do Alcogulo III gehört mit den beiden benachbarten Antas da Coutada de Alcogulo und Anta do Alcogulo II zu einer Gruppe von Megalithgräbern, die sich in einem Umkreis von etwa 700 m verteilen. Inwieweit es sich hierbei um ein Gräberfeld mit zeitnaher oder aufeinanderfolgender Belegung handelt oder ob sich die Konzentration in dieser fundreichen Region eher „zufällig“ ergeben hat, muss aufgrund der nur sehr groben Datierung der drei Antas offen bleiben.
Eine weitere Ansammlung von fünf benachbarten Megalithgräbern – die Necrópole Megalítica de Coureleiros – wurde nur etwa 1,5 km südlich ergraben.

## Funde
Über eventuelle Funde der Grabung von 1867 bis 1868 liegen keine Informationen vor.
Die Datierung der Anlage kann daher nur allgemein in den Zeitraum vom 4. bis 2. Jahrtausend v. Chr. erfolgen.